# Hörgertshausen
Hörgertshausen è un comune tedesco di 1 918 abitanti, situato nel land della Baviera.